# Dak-hanmari
Dak-hanmari är en sydkoreansk kycklingsoppa. Namnet betyder "en hel kyckling". Maträtten serverades först i området kring Dongdaemun i Seoul på 1960-talet.
Dak-hanmari serveras ofta med skivad potatis, kål och gochujang.
I Dongdaemun finns en gränd, Dongdaemun Dak Han-mari Kal-guksu, som fått sitt namn från maträtten. I gränden finns flera restauranger som bara serverar Dak-hanmari.